# 剣 (航空機)
中島 キ115 剣
キ115 剣
- 用途：特攻兵器
- 分類：特殊攻撃機
- 設計者：青木邦弘
- 製造者：中島飛行機
- 運用者：大日本帝国陸軍
- 初飛行：1945年3月
- 生産数：不明（115機説が有力）
- 生産開始：1945年
- 運用開始：1945年

キ115 「剣」（つるぎ）は、太平洋戦争（大東亜戦争）末期に大日本帝国陸軍が開発した航空機であり、特攻兵器のひとつである。
キ115は帝国陸軍における名称であり、エンジンをハ33（金星）に換装した海軍型は「藤花」（とうか）の名称で呼ばれる予定になっていた。
設計・製造は中島飛行機。生産は昭和飛行機工業と艦政本部も担当している。

## 概要
設計者の青木邦弘によれば、フィリピン防衛軍司令官に任じられた山下奉文大将の「われに剣を与えよ」との演説にちなんで「剣」と命名された。
大戦末期の資材不足の時期に開発されたため、特に不足していたジュラルミンを使わず鋼や木材の利用、動員された非熟練工が働く小規模工場でも製作できるよう、胴体断面は通常の楕円形ではなく成形しやすい真円にする他、構造も可能な限り簡素化・単純化するなど設計時点で量産のための工夫が行われていた。
終戦までに105機が完成したものの、実戦には使われず終戦を迎えたとされるが、1945年（昭和20年）3月末に壬生飛行場から剣による特攻出撃があったという証言もある。海軍の藤花は生産に至っていない。また、海外では藤花に陸軍から「キ230」の計画番号が与えられていたとする説が唱えられているが、日本国内の資料にこれを裏付けるものはない。
発動機は仕様としては隼に使用され当時最も入手が容易なハ115とされていたが、青木によれば倉庫に400台余っていたハ115を流用しただけである。日本海軍側はキ115のエンジンについて寿・光・金星・瑞星などを候補にあげている。
プロペラはエンジンに合わせて隼用の3翅ペラの予備品を使用。主脚は離陸後投棄、再利用する簡易な鋼管構造のものとし、胴体下面に半埋め込み式で爆弾を懸架し、手動投下する。

## 開発
1945年（昭和20年）1月20日試作開始、同年3月5日に1号機が完成し、審査と量産が並行して行われていた。
なお同時期に開発されていたキ-87は、エンジン及び主脚の引込み機構の不具合で開発が遅延しており、これらが本機の設計にも少なからぬ影響を及ぼしている。「剣」は風洞試験や強度試験を省略し、荷重倍数（安全率）も半分とし、引き込み式降着装置を省略することで、試作機完成後のテストを大幅に短縮したのである。
しかし本機の首席審査官だった高島亮一によると、航空機として多数の欠陥を抱えたままでの量産であったという。具体的には、爆装状態での離陸時、主脚の緩衝不良により機体がバウンドし 舵の効きも悪く転覆のおそれがあった。 また翼面荷重が過大な上、尾翼面積が小さいため、上昇中や直進中に横滑りをおこし、旋回や降下時も不安定と、全面的に飛行性能が劣悪であったという、このため単に飛ばすだけでもかなりの技量を要する機体となった。高島は「本機は爆撃機として不適当と認む」との結論を提出し実用化に向け機体各部を改修することになった。
完成・生産された甲型の他、未完成の乙型、丙型の計画もあった。エンジンはハ115（栄一一型）の他、金星も予定されていた。

## 運用構想
特攻兵器を全面的に投入していた日本陸軍・海軍では、特攻兵器に対し、資材節用と威力増大を求めていた。
キ115の場合、突入撃速の増大による連合軍艦艇の対空防御火砲の突破・直掩戦闘機の突破・特攻機命中時の威力増大という複数の効果を狙い、突入時に翼を切り、速力・命中力・威力を上げる用法を採用している。海軍航空本部は、桜花、秋水と共に本機を大量配備する予定だった。

### 反論
一般的に本機は特攻専用機とされているが、機体設計主任の青木邦弘（中島飛行機技師）によれば、同時期にキ87の設計にも参加しており、戦争には到底間に合いそうもない同機よりも、今ある物で「間に合う飛行機」を作ろう、というのが発想の原点であったという。コンセプトは、連合国軍輸送船団や上陸用舟艇の中に瞬発信管付きの大型爆弾を投下する小型高速爆撃機であったという。青木邦弘によれば本機は体当たり専用に設計・製作された物ではなく、悪化する戦局に対応するため、限られた材料を使って戦場に間に合わせるべく作り上げた爆撃機であり、敵艦船や上陸用舟艇を攻撃した後は、胴体着陸して搭乗員とエンジンのみを回収して再利用する事を前提としたと主張している。
基本設計を担当した渋谷巌によると、当初は特攻機で片道飛行としていたが、社長の中島知久平に青木と川端清之が概要説明をした際に、生還の可能性がある計画に変更するよう指示があったという。そのため、設計変更をし、その計画説明書が数十年後に発見され、そこには「船舶の爆撃に任ずる」小型爆撃機とし、「着陸は胴体着陸とし人命の全きを期す」との記載がされている。渋谷は、胴体着陸できるよう機体下面の鋼板を厚くする設計変更をしたという。
戦後、TV番組で国立航空宇宙博物館に保管されていた剣を訪ねた高島に博物館スタッフは（特攻に対する心情的な理由というより、技術的な問題として）実戦投入に反対した判断を高く評価した。この番組での扱いに対し、青木は前述のように航空専門誌の記事で「あくまでも特攻専用ではない」と反論しているが、高島の指摘する技術的な問題点に対しての具体的な反証は無かった。
加えて、当時のアメリカの戦闘機が600 km/hを超えるのに対し500 km/h程度と低速で、照準器を持たないため目視での投弾となるなど、通常攻撃での運用には不利な要素が多い。また、帝国海軍において本機に特攻機であることを示す「花」を入れた名称がつけられていたことや、当時の逼迫した戦局からみて、海軍は本機を特攻専用機と見なしていたことが窺える。
なお、本機が戦闘機として開発されたという説が一部にあるがこれは誤りで、体当たりするか否かはともかくとして当初から小型爆撃機として構想され、機銃も装備しておらず、空戦能力は完全に度外視されていた。米軍に提出した計画説明書には「単発単座爆撃機」とある。本機の機種は「特殊攻撃機」または突撃機とされている。なおこれは体当たり専用としての「特攻機」を意味するものではないが、実際の運用においてはほとんど同義であった。もっとも零式艦上戦闘機・彗星艦上爆撃機・天山のように、戦闘機・急降下爆撃機・雷撃機として開発された機体はもちろん、白菊や九三式中間練習機といった練習機も特攻に用いられるのが戦争末期の日本であった。

## 現存する機体

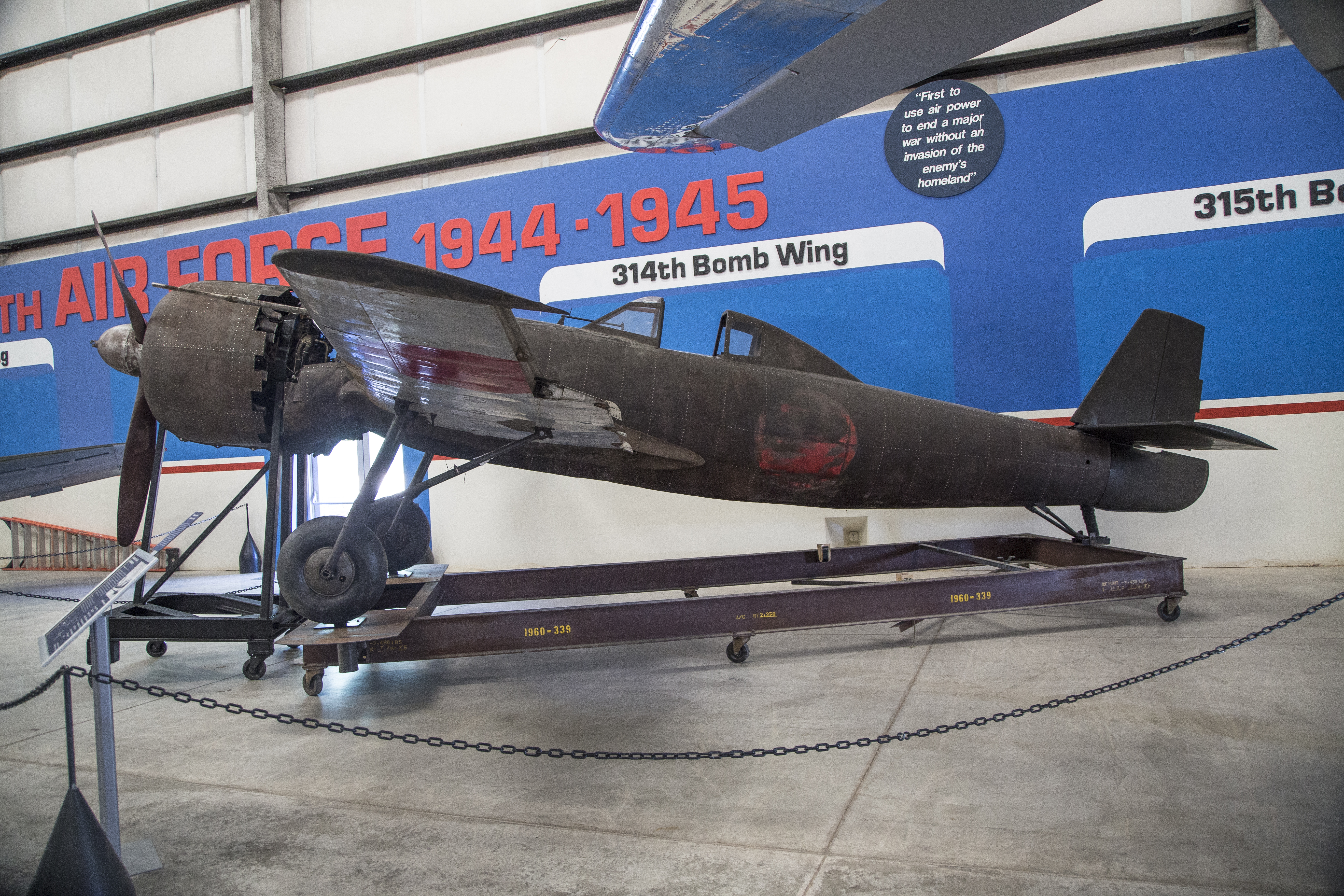
ピマ航空宇宙博物館にて

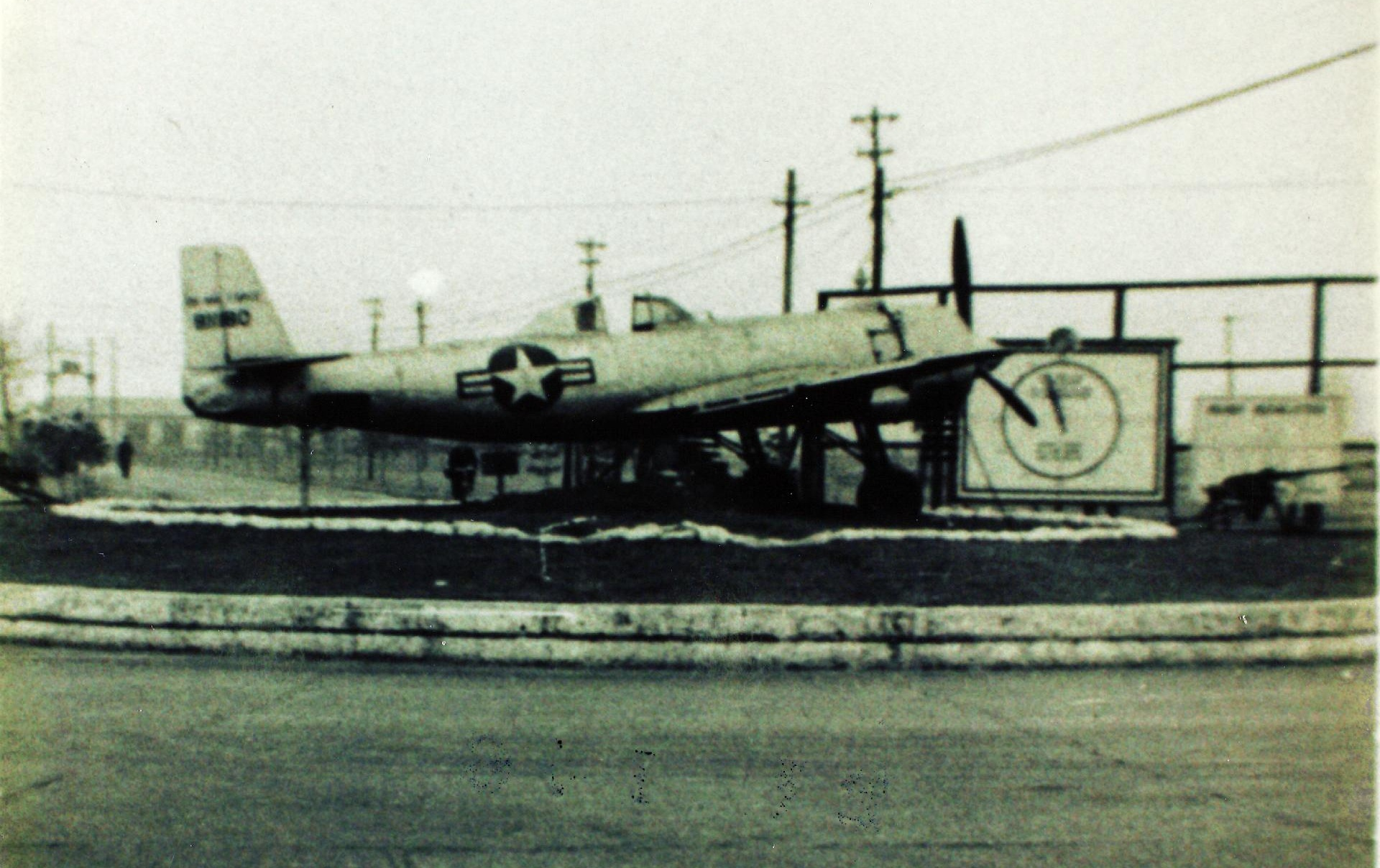
横田飛行場の入り口に展示される機体（1948年ごろ）

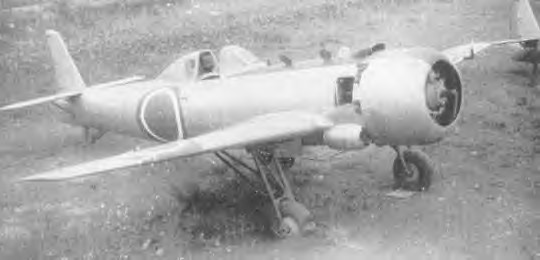
プロペラを取り外された終戦後の剣

終戦後に接収された1機が、1945年から1953年までアメリカ軍の横田飛行場のロータリーにて飛燕2型と共に展示されていた。1945年あたりまでは日の丸が付いていたが後に米軍国籍マークに塗り直された。
1953年に飛燕二型と剣は日本航空協会へ返還された。1953年12月に東京都日比谷公園にて日本航空協会主催の航空五十周年記念大会で飛燕二型、桜花と共に展示された。大会時には日の丸に塗り直され、プロペラスピナーは外されていた。1955年には愛知県名古屋城前に展示された。1956年には大阪にてエンジンが外されて、プロペラスピナーがない状態で展示されていた。その後、東京都立航空高等学校にて分解された状態で保管されていた。胴体下部が損傷していたりと劣化が確認できた。1983年には桶川飛行場にて飛燕二型と再び展示された。胴体下部などには補修の跡が確認できた。1985年には飛燕二型と共に、一時的に河口湖自動車博物館へ展示された。
剣は2015年現在は茨城県つくば市の国立科学博物館筑波研究施設理工第一資料棟に胴体部、主翼部、エンジン部と分解された状態で保存されており、普段は非公開となっている。同施設は年に一度一般公開されており、その静かな余生を垣間見ることができる。
アメリカの国立航空宇宙博物館にはアメリカ空軍が調査のために持ち帰った機体が移管され保存されている。

## 性能諸元
- 全長:8.55 m
- 全幅:8.60 m
- 全高:3.30 m
- 重量:1,690 kg
- 発動機：ハ一一五/『栄』1基
  - 出力:1,150馬力
- 速度:550 km/h（推定）
- 行動距離:1,200 km
- 乗員:1名
- 固定武装:無し
- 搭載武装:500又は800 kg爆弾1発